# Centaurea saxicola
Centaurea saxicola — вид квіткових рослин родини айстрових (Asteraceae). Ендемік Іспанії.

## Середовище
Населяє кам'янисті місцевості.

## Морфологічна характеристика
Це напівкущик 10–35 см заввишки, голий. Прикореневі листки ліроподібно-перистороздільні, стеблові листки від перистороздільних до ланцетних і цілісних. Філярії округлі, довго війчасті, на кінчику з остюком. Квіткові голови 2–3 см. Квіточки жовті. Період цвітіння: літо.